# Villaviciosa de Córdoba (kommun)
Villaviciosa de Córdoba är en kommun i Spanien.   Den ligger i provinsen Province of Córdoba och regionen Andalusien, i den centrala delen av landet, 280 km söder om huvudstaden Madrid. Antalet invånare är 3 514. Arean är 470 kvadratkilometer. Villaviciosa de Córdoba gränsar till Almodóvar del Río, Espiel, Obejo, Córdoba, Posadas och Hornachuelos. 
Terrängen i Villaviciosa de Córdoba är huvudsakligen lite kuperad.